# Arsi Ruuskanen
Arsi Ruuskanen (* 21. September 1999) ist ein finnischer Skilangläufer.

## Werdegang
Ruuskanen trat international erstmals beim Europäischen Olympischen Winter-Jugendfestival 2017 in Erzurum in Erscheinung. Dort belegte er den 31. Platz im Sprint, den 13. Rang über 7,5 km klassisch und den siebten Platz über 10 km Freistil. Sein erstes Rennen im Scandinavian-Cup absolvierte er im Dezember 2017 in Vuokatti, welches er auf dem 87. Platz über 15 km Freistil beendete. Bei den Junioren-Skiweltmeisterschaften 2019 in Lahti lief er auf den 27. Platz über 10 km Freistil, auf den 15. Rang im 30-km-Massenstartrennen und auf den fünften Platz mit der Staffel. In der Saison 2020/21 wurde er finnischer U23-Meister über 10 km klassisch und errang bei den U23-Weltmeisterschaften 2021 in Vuokatti den 29. Platz über 15 km Freistil. Zu Beginn der Saison 2021/22 gab er in Ruka sein Debüt im Skilanglauf-Weltcup, welches er auf dem 49. Platz über 15 km klassisch beendete. Bei den U23-Weltmeisterschaften 2022 in Lygna wurde er Fünfter mit der Mixed-Staffel und gewann über 15 km klassisch die Goldmedaille. Zu Beginn der Saison 2022/23 holte er in Ruka mit dem 41. Platz über 10 km klassisch und den 28. Rang in der Verfolgung seine ersten Weltcuppunkte.

## Platzierungen im Weltcup

### Weltcup-Statistik
Die Tabelle zeigt die erreichten Platzierungen im Einzelnen.
- 1.–3. Platz: Anzahl der Podiumsplatzierungen
- Top 10: Anzahl der Platzierungen unter den ersten zehn
- Punkteränge: Anzahl der Platzierungen innerhalb der Punkteränge
- Starts: Anzahl gelaufener Rennen in der jeweiligen Disziplin
- Hinweis: Bei den Distanzrennen erfolgt die Einordnung gemäß FIS.

| Platzierung               | Distanzrennen a | Distanzrennen a | Distanzrennen a | Distanzrennen a | Distanzrennen a | Skiathlon Verfolgung | Sprint | Etappen- rennen b | Gesamt | Team   | Team    |
| Platzierung               | ≤ 5 km          | ≤ 10 km         | ≤ 15 km         | ≤ 30 km         | > 30 km         | Skiathlon Verfolgung | Sprint | Etappen- rennen b | Gesamt | Sprint | Staffel |
| ------------------------- | --------------- | --------------- | --------------- | --------------- | --------------- | -------------------- | ------ | ----------------- | ------ | ------ | ------- |
| 1. Platz                  |                 |                 |                 |                 |                 |                      |        |                   |        |        |         |
| 2. Platz                  |                 |                 |                 |                 |                 |                      |        |                   |        |        |         |
| 3. Platz                  |                 |                 |                 |                 |                 |                      |        |                   |        |        |         |
| Top 10                    |                 | 1               |                 | 1               |                 |                      |        |                   | 2      |        | 2       |
| Punkteränge               |                 | 14              | 1               | 11              | 1               | 6                    |        | 2                 | 35     |        | 4       |
| Starts                    |                 | 14              | 5               | 11              | 1               | 8                    | 5      | 2                 | 46     |        | 4       |
| Stand: Saisonende 2024/25 |                 |                 |                 |                 |                 |                      |        |                   |        |        |         |

### Weltcup-Gesamtplatzierungen
| Saison  | Gesamt | Gesamt | Distanz | Distanz |
| Saison  | Punkte | Platz  | Punkte  | Platz   |
| ------- | ------ | ------ | ------- | ------- |
| 2022/23 | 185    | 24.    | 185     | 46.     |
| 2023/24 | 307    | 59.    | 205     | 48.     |
| 2024/25 | 576    | 24.    | 444     | 19.     |